# Haralds Hāns
Haralds Hāns (ros. Гаральд Ганс; ur. 8 stycznia 1893 w Mitawie) – rosyjski lekkoatleta łotewskiego pochodzenia specjalizujący się w biegach sprinterskich, olimpijczyk.
Łotysz wziął udział w jednej konkurencji podczas V Letnich Igrzysk Olimpijskich w Sztokholmie w 1912 roku. Na dystansie 200 metrów odpadł w fazie eliminacyjnej, gdzie trzecim biegu eliminacyjnym, z nieznanym czasem, zajął miejsca 3-4.
Reprezentował barwy klubu Rīgas Unions.